# 高山智博
高山 智博（たかやま ともひろ、1937年12月19日 - ）は、日本のラテンアメリカ文化学者、上智大学名誉教授。
東京生まれ。上智大学外国語学部イスパニア語学科卒業。メキシコ・イベロアメリカ大学人類学研究科修士課程修了。上智大学助教授、教授、名誉教授。1994年、メキシコ観光省「銀ペン賞」受賞。日墨交流会会長。

## 著書
- メキシコ 歴史と遺蹟と現代 文・写真　実業之日本社　1968　ブルーガイドカラー新書
- グランド世界美術 7　マヤとインカの美術（編） 講談社,1975
- メキシコとグァテマラ　実業之日本社　1977.3　ブルーガイド海外版
- アステカ文明の謎 いけにえの祭り　1979.2.　講談社現代新書
- メキシコにかける夢 荻田政之助と日系移民の世界 編著　平凡社,1986.11
- メキシコ多文化思索の旅　山川出版社、2003.7
- 古代文明の遺産 調和と均衡-メキシコからボリビアにかけて　アサヒビール 2008.4.アサヒ・エコブックス

## 翻訳
- 貧困の文化 五つの家族　オスカー・ルイス 染谷臣道、宮本勝共訳、新潮選書、1970。のち新版・思索社、ちくま学芸文庫
- 西洋陶磁大観 第3巻 古代アメリカ陶器　ディヴィッド・M.ボストン編著 講談社、1980.1
- 孤独の迷宮 メキシコの文化と歴史　オクタビオ・パス 熊谷明子共訳、法政大学出版局、1982.10　叢書・ウニベルシタス

## 参考
- 古代文明の遺産―調和と均衡　メキシコからボリビアにかけて - 紀伊国屋書店BookWeb